# Båndhalet skægstrube
Båndhalet skægstrube(Threnetes ruckeri) er en af de cirka 339 forskellige arter af kolibrier.  Hunnen lægger 2 hvide æg og udruger dem alene. Fuglen er 10,2 til 11 cm lang og vejer 5-5,8 gram.